# Oxylakis truncatipennis
Oxylakis truncatipennis är en insektsart som beskrevs av Bolívar, I. 1900. Oxylakis truncatipennis ingår i släktet Oxylakis och familjen vårtbitare. Inga underarter finns listade i Catalogue of Life.